# 539
539 (DXXXIX) fue un año común comenzado en sábado del calendario juliano, en vigor en aquella fecha.
En el Imperio romano, el año fue nombrado como el del consulado de Estrategio sin colega, o menos comúnmente, como el 1292 Ab urbe condita.

## Acontecimientos
- Kinmei sucede a su hermano Senka y asciende como 29º emperador al trono de Japón.
- Walthari asesina a su tío Wacho y se convierte en rey de los lombardos.
- Antioquia del Orontes es sacudida por un terremoto.

## Nacimientos
- Flavio Tiberio Mauricio Augusto, emperador bizantino.

## Fallecimientos
- Senka Tennō
- Gregorio de Langres